# Ana Hompot
Ana Hompot (n. 17 februarie 1955, Deva – d. 14 mai 2023, Cluj-Napoca) a fost o poetă, scriitoare și publicistă româncă.

## Biografie
Ana Hompot s-a născut la Deva într-o familie maghiară romano-catolică, fiind primul dintre cei doi copii ai familiei Maria și Ștefan Hompot. După ce și-a pierdut vederea, din cauza unei afecțuni congenitale, fetița a fost înscrisă la Școala Specială pentru Fete Oarbe la Buzău, unde a urmat cursurile ciclului primar și gimnazial între anii 1963-1972. În 1972 a venit la Cluj-Napoca unde a urmat, până în 1976, cursurile Liceului pentru Deficienți de Vedere, timp în care și-a făcut debutul ca poet în revista literară a școlii,  ”Lumina” apoi Facultatea de Filologie a Universității „Babeș-Bolyai” din Cluj-Napoca (1976-1980), secția română-franceză. Între anii 1980 și 2010 a fost profesoară de limba și de literatura română în cadrul Liceului pentru Deficienți de Vedere din Cluj. A fost Președinta Comisiei Naționale de Femei a Asociației Nevăzătorilor din România.
A colaborat cu Radio Cluj, alături de scriitorul Ion Podosu, între 2006-2013, în realizarea emisiunii Asociației nevăzătorilor „Cuvântul care înflorește”. 
A debutat în revista Steaua în anul 1976 la recomandarea poetului Aurel Rău. Editorial, și-a început parcursul în 1982, cu volumul "Printre cuvinte", câștigător al concursului organizat de Editura Eminescu. Au urmat volumele: "Sensul interzis" 1996, "Aripi împrumutate de la îngeri" 1998, "Și a rămas poezia" 2001, toate apărute la editura Clusium, condusă de Valentin Tașcu. În anul 2020, la insistența lui Mircea Petean care a și efectuat o atentă selecție, a apărut la editura Limes, sub titlul “Rămâne-va poezia?”, o antologie din volumele anterioare ale autoarei, completată cu o consistentă paletă de inedite. 
Ana Hompot a publicat în mai multe reviste poezie, proză, articole de opinie. Printre acestea se numără: Viață nouă, Litera noastră, Echinox, Patria, Cuvântul liber etc.
Începând cu 1990, a participat la numeroase emisiuni de radio și televiziune, ca invitat permanent sau ocazional.

## Perioada comunistă
În 1988, Ana Hompot a publicat, sub pseudonimul Ștefania Gorun, un grupaj de poeme în revista Agora, care apărea la Philadelphia sub conducerea lui Dorin Tudoran. Poemele au fost difuzate de Radio Vocea Americii și de BBC în limba română, în lectura actorului Victor Ștrengaru. 
În ultimii ani ai regimului comunist, profesoara Ana Hompot a reprezentat o voce aparte în lupta pentru libertate, vocea și figura ei regăsindu-se la Memorialul Victimelor Comunismului și al Rezistenței. 
A avut un rol substanțial în filmul documentar Războiul pe calea undelor, regizat de Alexandru Solomon (Premiul Gopo pentru Cel Mai Bun Documentar). Realizatoarea TVR Roxana Chiriță i-a consacrat un film în cadrul seriei "Rezistența prin cultură", intitulat "Cu pași de pâslă".
Prietenia cu profesoara Doina Cornea și serviciile aduse actului de opoziție al acesteia la regimul comunist, i-au atras poetei persecuția securității. Totul a început în aprilie 1984 când Ana Hompot, invitată la București la aniversarea a 40 de ani de apariție a revistei braille “Viață nouă”, a preluat de la Doina Cornea o scrisoare către matematicianul Mihai Botez, disident anticomunist. Ana a fost anchetată sistematic la Cluj. Doina Cornea a protestat împotriva numeroaselor hărțuieli, anchete, amenințări și persecuții cărora le-a fost supusă prietena ei, mesaj difuzat de posturile de radio occidentale. A evocat-o de asemenea pe Ana Hompot în cartea sa "Libertatea" și-n interviurile acordate după 1989.

## Volume publicate

### Poezie
- Printre cuvinte, Editura Clusium, 1982[1]
- Sensul interzis, Editura Clusium, 1996
- Aripi împrumutate de la îngeri, Editura Clusium, 1998
- Și a rămas poezia, Editura Clusium, 2001
- Rămâne-va poezia?, Editura Limes, 2020

## Afilieri
- Membră al Uniunii Scriitorilor din România[1]
- Președinta Comisiei Naționale de Femei a Asociației Nevăzătorilor din România